# Kemsit
Kemsit (kmsj.t) va ser una reina egípcia de l'XI Dinastia. Era esposa del faraó Mentuhotep II (c. 2061–2010 aC).

## Notícies
| k · m | z · i | t · B1 |

| k · m | z · i | t · B1 |

La seva tomba (TT308) i la petita capella decorada es van trobar al complex del temple Deir el-Bahari del seu marit, darrere de l'edifici principal, juntament amb les tombes d'unes altres cinc dames, Aixayet, Henhenet, Kauit, Sadeh i Mayet. La majoria eren sacerdotesses d'Hathor, per la qual cosa és possible que hi fossin enterrades com a part del culte de la deessa, tot i que també és possible que fossin filles de nobles que el rei volia vigilar.
Només s'han trobat parts del seu sarcòfag, que avui es troben al Museu Egipci del Caire.
La reina també va ser representada en relleus al temple funerari del seu marit Mentuhotep II. Aquestes representacions estan avui molt malmeses, però sembla que apareixia en una escena que mostrava una fila de dones reials. Als fragments conservats se la mostra darrere de la reina Kauit. El seu títol a la representació és Esposa estimada del Rei.

## Títols
Els seus títols coneguts eren els següents:
- Esposa estimada del Rei (ḥmt-nỉswt mrỉỉ.t = f).
- Ornament del Rei (ẖkr.t-nỉswt).
- Ornament Únic del Rei (ẖkr.t-nỉswt wˁtỉ.t).
- Sacerdotessa d'Hathor (ḥm.t- nṯr ḥwt-ḥrw).